# スティーヴン・E・デ・スーザ
スティーヴン・E・デ・スーザ（Steven E. de Souza、1947年11月17日 - ）はアメリカ合衆国の脚本家、プロデューサー、映画監督。

## 主な作品

### 映画
- 48時間 - 48 Hrs. （1982年、共同脚本の一人）
- キャプテン・ザ・ヒーロー 悪人は許さない - The Return of Captain Invincible （1983年、脚本）
- コマンドー - Commando （1985年、脚本※原案者の一人）
- バトルランナー - The Running Man （1987年、脚色）
- ダイ・ハード - Die Hard （1988年、共同脚色）
- ダイ・ハード2 - Die Hard II: Die Harder （1990年、共同脚色）
- ハドソン・ホーク - Hudson Hawk （1991年、共同脚色）
- リコシェ - Ricochet （1991年、脚色）
- ビバリーヒルズ・コップ3 - Beverly Hills Cop III （1994年、脚本）
- ストリートファイター - Street Fighter （1994年、監督・脚本）
- ジャッジ・ドレッド - Judge Dread （1995年、共同脚色）
- ノック・オフ - Knock Off （1998年、脚本）
- 悪夢の惨劇 Bad Dreams（1998年、共同脚色）
- エクソシスト　トゥルー・ストーリー POSSESSED（2000年 監督脚色）
- トゥームレイダー2 - Lara Croft Tomb Raider: The Cradle of Life （2003年、共同原案）

### テレビドラマ
- 600万ドルの男 - The Six Million Dollar Man
  - Death Probe: Part 1 （1977年、脚本）
  - Death Probe: Part 2 （1977年、脚本）
  - Rollback （1977年、脚本）
- 地上最強の美女バイオニック・ジェミー - The Bionic Woman
  - 第47話 生か死か!トミーの霊に呼ばれて - Out of Body （1978年、原案）
  - 第58話（最終回）さよなら!ジェミー - On the Run （1978年、脚本）
- ナイトライダー - Knight Rider
  - 第4話（日本では第22話） 決死の替え玉作戦!ナイト2000凶悪武装軍団マル秘計画を暴け!! - Inside Out （1982年、脚本）
  - 第8話 激闘!善と悪２台のナイト2000!（日曜洋画劇場『ナイトライダー6』の後半） - Trust Doesn't Rust （1982年、脚本）
- V2 ビジターの逆襲 - V: The Series
  - Dreadnought （1984年、脚本）
- スーパーキャリア - Supercarrier
  - パイロット版 - Deadly Enemies （1988年、脚本）

## 賞歴
- エドガー・アラン・ポー賞（1983年）…ノミネート『48時間』
- エドガー・アラン・ポー賞（1989年）…ノミネート『ダイ・ハード』
- イマゲン財団賞（2000年）…ノーマン・リアー脚本家賞
- ゴールデンラズベリー賞（1992年）…最低脚本賞受賞『ハドソン・ホーク』